# Athous dasycerus
Athous dasycerus là một loài bọ cánh cứng thuộc Họ Bổ củi. Loài này được Buysson miêu tả khoa học năm 1890.